# Anthimos Kapsis
Anthimos Kapsis (på græsk Άνθιμος Καψής, født 3. september 1950 på Astipálea, Grækenland) er en tidligere græsk fodboldspiller (libero).
Kapsis tilbragte hele sin aktive karriere, fra 1968 til 1984 hos Athen-storklubben Panathinaikos. Med klubben var han med til at vinde fem græske mesterskaber og nå finalen i Mesterholdenes Europa Cup i 1971.
Kapsis spillede desuden 35 kampe for det græske landshold. Han var en del af den græske trup til EM i 1980 i Italien. Her spillede han to af grækernes tre kampe i turneringen, hvor holdet blev slået ud efter kun at have opnået ét point i gruppespillet.
Kapsis' søn, Michalis Kapsis, var også landsholdsspiller for Grækenland, og var med på holdet der sensationelt vandt guld ved EM i 2004.